# MHC De Holestick
MHC De Holestick is een Nederlandse hockeyclub uit de Gelderse plaats Scherpenzeel. In het zaalhockeyseizoen 2016-2017 zijn drie jeugdteams kampioen geworden.
De club werd opgericht op 16 februari 1981 en speelt op Sportpark De Bree waar ook een tennis- en een voetbalvereniging zijn gevestigd.